# Andrlův chlum
Andrlův chlum (560 m n. m.) je vrch v okrese Ústí nad Orlicí v Pardubickém kraji. Leží asi 2 km jihozápadně od města Ústí nad Orlicí, vrcholem na katastrálním území obce Řetová a severními svahy na území městské části Kerhartice.

## Popis
Je to vrcholový hřbítek výrazné úzké hřbetové kuesty (s čelem na SSV a S) potštejnské antiklinály (místo vyklenutí) z vápnitých až slínitých pískovců (vrchol) a z písčitých slínovců až prachovců středního až svrchního turonu. Z větší části je vrch zalesněný smrkovými porosty.

## Geomorfologické zařazení
Geomorfologicky vrch náleží do celku Svitavská pahorkatina, podcelku Českotřebovská vrchovina, okrsku Kozlovský hřbet a podokrsku Řetovský hřbet.

## Rozhledna a turistika
Na vrcholu Andrlova chlumu stojí železná rozhledna Stříbrná krasavice, vysoká 50 metrů, s vyhlídkovou plošinou ve výšce 35 metrů. Za pěkného počasí je z rozhledny vidět Králický Sněžník, Orlické hory, Krkonoše a Českomoravská vrchovina. Pod „Stříbrnou krasavicí“ je chata Hvězda, ve které je stylová restaurace. Z její střechy vysílá od začátku roku 2019 regionální Rádio Orlicko. Místo má svoji turistickou známku (číslo 348).
Další místní turistické atraktivity jsou Řehořův důl, Vlčí důl, kříž U zabitého ze 17. století, opravená barokní křížová cesta (barokní kaple).

## Historie zdejších rozhleden
V roce 1905 zde byla za podpory široké veřejnosti podle plánů stavitele Hernycha postavena ústeckým okrašlovacím spolkem třicetimetrová dřevěná věž. V roce 1918 však shořela. Obnovy se ujal ústecký odbor klubu turistů. Kromě rozhledny zde však plánoval i turistickou chatu. Shánění finančních prostředků však nebylo lehké. V roce 1925 sem pardubický 1. železniční pluk na krátký čas postavil cvičnou nákladní lanovou dráhu z Kerhartic. Chata byla pro veřejnost otevřena v roce 1940 spolu s provizorní dřevěnou věží, která byla však vzhledem k havarijnímu stavu demontována v 60. letech 20. století. Teprve až v roce 1994 dokázalo Sdružení Andrlův chlum sladit zájmy všech zúčastněných a nechalo zde postavit víceúčelovou komunikační kovovou věž. Veřejnosti je rozhledna přístupná od roku 1996.
Ve východočeském regionu se nachází ještě další dvě rozhledny stejného typu konstrukce i názvu „Chlum“. Jde o Chlum u Hradce Králové a Hořický chlum. Hradecká je nejvyšší – je vysoká 55,6 m a hořická se svými 41,5 m je nejnižší. Ve všech případech se jedná o základnové stanice postavené Eurotelem, nyní využívané O2 a v rámci sdílení sítě i T-Mobile.  Tato rozhledna společně s Chlumem u Hradce Králové slouží také jako televizní vysílač Multiplexu 24 DVB-T2, obě šíří mimo jiné vysílání východočeské televize V1.